# Gare de Thézy-Glimont
La gare de Thézy-Glimont est une gare ferroviaire française de la ligne d'Ormoy-Villers à Boves, située sur le territoire de la commune de Thézy-Glimont, dans le département de la Somme, en région Hauts-de-France.
C'est une halte ferroviaire de la Société nationale des chemins de fer français (SNCF), desservie par des trains régionaux du réseau TER Hauts-de-France.

## Situation ferroviaire
Établie à 41 mètres d'altitude, la gare de Thézy-Glimont est située au point kilométrique (PK) 138,201 de la ligne d'Ormoy-Villers à Boves, entre les gares ouvertes de Moreuil (s'intercale, dans cette direction, celle fermée de Thennes - Castel) et de Boves.

## Histoire

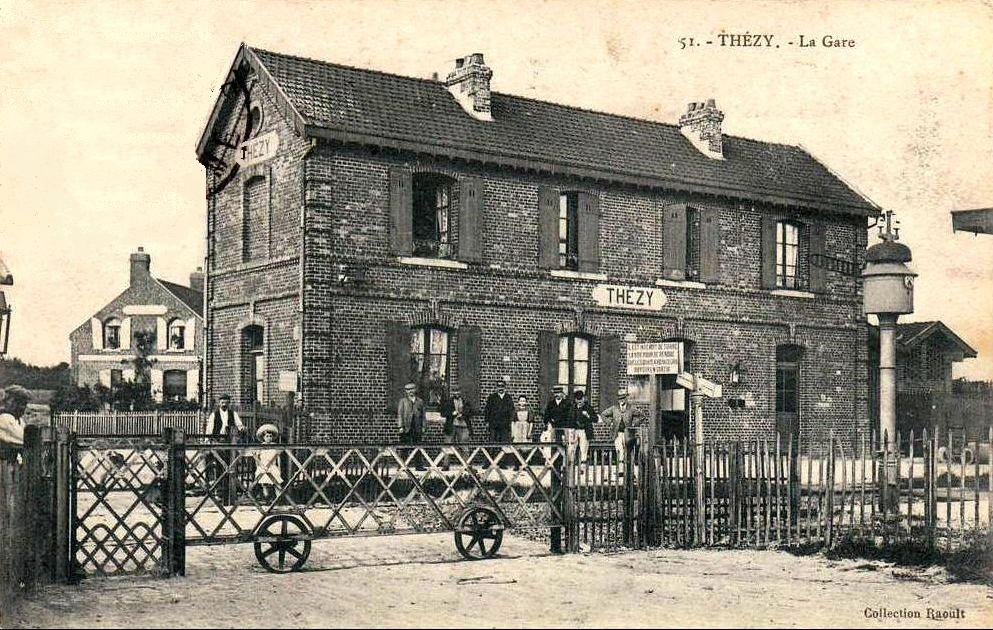
La gare, au début du XXe siècle.

La gare est ouverte lors de la mise en service de la section Estrées-Saint-Denis – Boves le 1er juin 1883.
Le bâtiment voyageurs, vendu en 1997, abrite désormais un musée du miel et de l'apiculture.
Le quai a été déplacé de 100 m environ au-delà des quais originaux lors de la mise à voie unique de la ligne. La halte, entièrement rénovée en 2003, est accessible aux personnes à mobilité réduite.

## Fréquentation
De 2015 à 2023, selon les estimations de la SNCF, la fréquentation annuelle de la gare s'élève aux nombres indiqués dans le tableau ci-dessous.
| Année     | 2015   | 2016   | 2017   | 2018   | 2019   | 2020   | 2021   | 2022   | 2023   |
| --------- | ------ | ------ | ------ | ------ | ------ | ------ | ------ | ------ | ------ |
| Voyageurs | 18 617 | 15 907 | 13 471 | 12 411 | 14 525 | 10 762 | 12 819 | 14 634 | 15 910 |

## Service des voyageurs

### Accueil
Halte SNCF, c'est un point d'arrêt non géré (PANG) à accès libre.

### Desserte
Thézy-Glimont est desservie par des trains TER Hauts-de-France, qui effectuent des missions entre les gares d'Amiens et de Compiègne.

### Intermodalité
Le stationnement des véhicules est possible à proximité de la halte, grâce à un petit parking ; un abri à vélo est également à disposition.
Par ailleurs, la gare est desservie par la ligne R61 (transport à la demande) du réseau « Ametis », à l'arrêt Thézy-Glimont. De plus, elle est desservie par la ligne 760 du réseau d'autocars « Trans'80 ».